# Парламентські вибори у Ліхтенштейні 2013
Парламентські вибори у Ліхтенштейні 2013 року пройшли 1 і 3 лютого.
У виборах брали участь 4 партії. Крім трьох партій, що брали участь у попередніх виборах — Патріотичний союз, Прогресивна громадянська партія та Вільний список — група незалежних кандидатів на чолі з колишнім членом Патріотичного союзу і депутата Ландтагу Гаррі Кадерером утворили альянс Незалежні — за Ліхтенштейн. У результаті виборів вперше у ландтазі Ліхтенштейну опинилися представники 4-х партій. Найбільше число місць отримала Прогресивна громадянська партія, випередивши Патріотичний союз, проте обидві основні партії знизили своє представництво у парламенті.

## Опитування
28 січня 2013 року газета Liechtensteiner Vaterland опублікувала результати опитування громадської думки. Респондентам ставилося питання: «Яка партія проводить найкращу виборчу кампанію?» Голоси розподілилися таким чином:
- Патріотичний союз (VU) — 44,8%
- Прогресивна громадянська партія (FBP) — 40,5%
- Вільний список (FL) — 7,9%
- Незалежні — за Ліхтенштейн (DU) — 6,9%

## Результати виборів
| Партія | Партія                            | Голосів | %    | +/-   | Місць | +/-  |
| --- | --------------------------------- | ------- | ---- | ----- | ----- | ---- |
| | Прогресивна громадянська партія   | 77 653  | 40,0 | -3,5  | 10    | -1 ▼ |
| | Патріотичний союз                 | 65 119  | 33,5 | -14,1 | 8     | -5 ▼ |
| | Незалежні — за Ліхтенштейн        | 29 740  | 15,3 | +15,3 | 4     | +4 ▲ |
| | Вільний список                    | 21 603  | 11,1 | +2,2  | 3     | +2 ▲ |
| Недійсних/порожніх бюлетенів                                                                                      | Недійсних/порожніх бюлетенів      | 679     | —    | —     | —     | —    |
| Усього | Усього                            | 15 363* | 100  | 25    | —     | —    |
| Зареєстрованих виборців/Участь, %                                                                                 | Зареєстрованих виборців/Участь, % | 19 251  | 79,8 | —     | —     | —    |
| Джерело: Office for Information and Communication of the Government [Архівовано 3 лютого 2021 у Wayback Machine.] |                                   |         |      |       |       |      |

* Кожен виборець має стільки голосів, скільки місць у парламенті, тому загальна 
кількість голосів, відданих за різні партії, більше, ніж кількість виборців.